# 小杉理宇造
小杉理宇造（こすぎ りゅうぞう、本名同じ、1947年11月10日 - ）は、日本の実業家、音楽プロデューサー。スマイルカンパニー元代表取締役社長。ジャニーズ事務所（現・SMILE-UP.）元顧問、元ジャニーズ・エンタテイメント（現・ストームレーベルズ）代表取締役社長。
長男は作曲家でスマイルカンパニー代表取締役社長の小杉周水。

## 来歴
- 1947年 - 練馬区にて出生。六人兄弟の5番目で四男であった。
- 1966年3月 - 専修大学附属高等学校を卒業。 
  - 4月 - 専修大学に入学。
- 1967年 - 馬飼野康二らとブルー・シャルムを結成。「春城伸彦（はるき のぶひこ）」の芸名でドラムを担当。CBS・ソニー（現ソニー・ミュージックエンタテインメント）からデビューし1970年頃まで活動。解散後渡米、ニューヨーク、マンハッタンに滞在。
- 1973年 - 帰国後、日音入社。得意の英語を活かし、頭角を現し山下達郎の海外レコーディングを実現させる。
- 1975年4月 - RVC（現・BMG JAPAN）入社後は近藤真彦を担当し、近藤の楽曲が続々と大ヒット。この際にジャニーズ事務所のメリー喜多川からの信頼を得て、その後、ジャニーズ事務所子会社に入社、以降、ジャニーズ事務所の関連会社の社長に就任するなど多くのジャニーズタレントへ山下達郎の楽曲を提供するなど、ジャニーズ事務所に貢献した。
- 1982年2月 - RVCから独立。
  - アルファレコード創立者（当時社長）・村井邦彦、ヤナセ会長・梁瀬次郎の支援の下、アルファ・ムーンを設立。
  - 1990年 - ワーナー・ミュージック・グループ傘下となり、マザーアンドチルドレンと合併、MMGとなる。
  - 1993年 - イーストウエスト・ジャパンに社名変更。
  - 1995年 - ワーナーミュージック・ジャパン代表取締役会長就任。
  - 2003年 - ワーナーミュージック・ジャパンに吸収合併。MOON RECORDSは同社のレーベルとなる。
  - 2002年 - 健康問題（右眼球黄斑円孔）もあり、ワーナーミュージック・ジャパン会長退任。
- 1984年4月 - スマイルカンパニー代表取締役社長就任。
  - 5月 - グループ企業であるスマイル音楽出版社長も兼務となり、スマイルグループ代表に就任。
- 2003年11月 - ジャニーズ・エンタテイメント代表取締役社長就任。
- 2004年 - スウェーデンの音楽出版社「リアクティブ・ソングス・インターナショナル（RSI）に投資。
- 2005年 - ジャニーズ事務所と早稲田大学との演劇コラボレーション「@ザ・グローブ・プロジェクト」を発表。
- 2006年 - スペースシャワーネットワーク社外取締役に就任（2008年退任）。
- 2017年6月 - スマイルカンパニーおよびスマイル音楽出版の代表取締役社長退任。スマイル音楽出版の代表取締役社長には長男の周水が就任し2022年1月よりスマイルカンパニーの代表取締役社長も兼任。
- 2019年5月31日をもってジャニーズ・エンタテイメントは事業を終了し、ジェイ・ストームへ事業譲渡。同6月1日より社内レーベル「Johnny's Entertainment Record」として存続し、全所属アーティストはジェイ・ストームへと自動的に転籍・編入。